# La Dulzura
La Dulzura es el quinto álbum de estudio de la banda puertorriqueña de reggae Cultura Profética, lanzado en 2010.

## Información de álbum
En 2010, Cultura Profética editó La Dulzura, el primer disco del grupo en su propio sello discográfico, La Mafafa. Al comentar la decisión de crear un sello discográfico independiente, Rodríguez explicó "No puedo negar que hablamos con diferentes sellos, pero no encontramos nada favorable. Las discográficas están atravesando tiempos difíciles y decidimos afrontarlo por nuestra cuenta". Muchas de las canciones del álbum fueron escritas e interpretadas durante la extensa gira de la banda a partir de 2007, y las canciones pasaron por numerosas transformaciones durante este tiempo. Antes del lanzamiento oficial del álbum, la banda publicó canciones en Internet, incluida "La Complicidad", que se convirtió en un éxito de radio en Puerto Rico y América Latina. La Dulzura debutó en el número cinco en la lista de los mejores álbumes latinos de Billboard.

### Música y letras
La Dulzura representó un cambio estilístico para el grupo, tanto musical como líricamente. La canción "Del Tope al Fondo" está influenciada por la música argentina, especialmente el género del tango. Líricamente, la banda discute temas más románticos en contraposición al énfasis político de los discos anteriores del grupo. El guitarrista Eliut González comentó que la banda tenía como objetivo cambiar la discusión hacia "las cosas buenas del mundo", y explicó que "sabemos que la gente necesita ayuda y que detrás de cada revolución o movimiento hay amor. Queríamos documentar eso en nuestra música, pero sin hacerlo de una manera cursi o típica". La Dulzura contiene algunas de las canciones más populares del grupo, como "Baja la Tensión", "La Complicidad," Para Estar "," Ilegal "y más.

## Listado de canciones
| La Dulzura |                     |                                   |          |  |
| N.º        | Título              | Escritor(es)                      | Duración |  |
| 1.         | «Rimas pa' Seducir» | Rodríguez                         | 3:07     |  |
| 2.         | «La Complicidad»    | Rodríguez                         | 6:03     |  |
| 3.         | «Amante Luz»        | Barreras, Silva                   | 5:10     |  |
| 4.         | «Para Estar»        | Colon, González, Rodríguez, Silva | 4:56     |  |
| 5.         | «En la Oscuridad»   | Rodríguez, Silva                  | 4:33     |  |
| 6.         | «Baja la Tensión»   | González, Rodríguez, Sulsona      | 4:27     |  |
| 7.         | «Ilegal»            | González, Rodríguez, Silva        | 5:04     |  |
| 8.         | «Somos Muchos»      | Bilbraut, Dávila, González, Silva | 4:44     |  |
| 9.         | «Del Tope al Fondo» | Rodríguez, Silva, Sulsona         | 5:06     |  |
| 10.        | «Me Faltabas Tú»    | Méndez                            | 2:52     |  |
| 11.        | «Verso Terso»       | Rodríguez                         | 6:05     |  |
| 12.        | «La Espera»         | Rodríguez                         | 4:25     |  |
| 56:32      |                     |                                   |          |  |